# Kanton Belle-Île
Kanton Belle-Île (francouzsky Canton de Belle-Île) je francouzský kanton v departementu Morbihan v regionu Bretaň. Tvoří ho čtyři obce. Území kantonu Belle-Île a ostrova Belle-Île-en-Mer se vzájemně zcela kryjí.

## Obce kantonu
- Bangor
- Locmaria
- Le Palais
- Sauzon